# Nyehajevszkajai járás

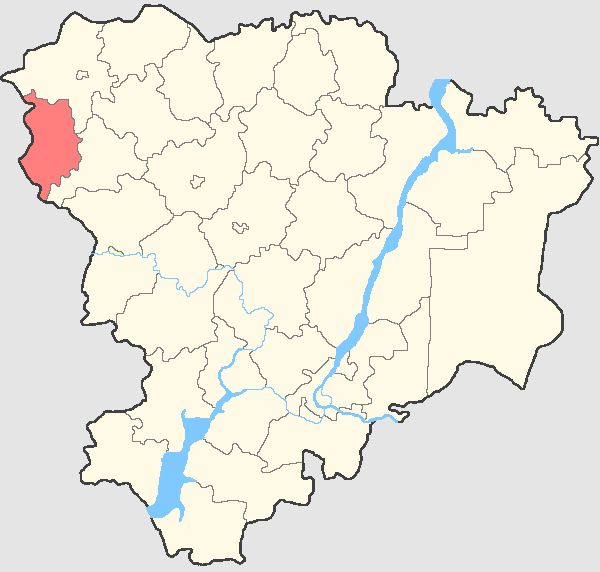
A Nyehajevszkajai járás a Volgográdi területen

A Nyehajevszkajai járás (oroszul Нехаевский муниципальный район) Oroszország egyik járása a Volgográdi területen. Székhelye Nyehajevszkaja.

## Népesség
- 1989-ben 19 080 lakosa volt.
- 2002-ben 17 660 lakosa volt.
- 2010-ben 15 588 lakosa volt, melyből 14 555 orosz, 169 örmény, 108 ukrán, 92 csuvas, 77 azeri, 43 moldáv, 29 fehérorosz, 24 csecsen, 24 kazah, 19 grúz, 18 tabaszaran, 17 udmurt, 16 tatár, 16 üzbég, 14 mari, 13 német, 11 cigány, 11 mordvin stb.